# Karaté aux Jeux asiatiques de 1994
Aux jeux asiatiques de 1994, organisés à Hiroshima, au Japon des épreuves de karaté étaient au programme pour la première fois dans l'histoire des jeux asiatiques.

## Résultats

### Kata
| Rang | Pays        | Karatéka          |
| ---- | ----------- | ----------------- |
| 1    | Japon       | Ryoke Abe         |
| 2    | Indonésie   | Abdullah Kadir    |
| 3    | Philippines | Richard-Antho Lim |

| Rang | Pays           | Karatéka        |
| ---- | -------------- | --------------- |
| 1    | Japon          | Hisami Yokoyama |
| 2    | Indonésie      | Omita Olga Ompi |
| 3    | Taipei chinois | Su Chen Chen    |

### Kumite

#### Kumitemasculin
| Rang | Pays     | Karatéka              |
| ---- | -------- | --------------------- |
| 1    | Japon    | Shinchiro Yamamoto    |
| 2    | Viêt Nam | Van Thong Tran        |
| 3    | Macao    | Iat On Ng             |
| 3    | Malaisie | Puvaneswaran Ramasamy |

| Rang | Pays            | Karatéka          |
| ---- | --------------- | ----------------- |
| 1    | Syrie           | Rafaat Salti Krad |
| 2    | Iran            | Arash Javanshir   |
| 3    | Arabie saoudite | Sharif Ismail     |
| 3    | Philippines     | David Lay         |

| Rang | Pays     | Karatéka                |
| ---- | -------- | ----------------------- |
| 1    | Iran     | Maziar Farid Khomami    |
| 2    | Koweït   | Adel Al-Mejadi          |
| 3    | Viêt Nam | Mohd Salem Bin Galaitha |
| 3    | Japon    | Kazuaki Matsumoto       |

| Rang | Pays     | Karatéka            |
| ---- | -------- | ------------------- |
| 1    | Japon    | Shiina Shizuo       |
| 2    | Iran     | Saeed Ashtian       |
| 3    | Koweït   | Ahmed Hussain       |
| 3    | Malaisie | Arivalagan Ponniyah |

| Rang | Pays           | Karatéka              |
| ---- | -------------- | --------------------- |
| 1    | Japon          | Toshihito Kokubun     |
| 2    | Syrie          | Mohammad Nour Shamsed |
| 3    | Tadjikistan    | Isroil Ismoilov       |
| 3    | Taipei chinois | Yun Chih Liao         |

| Rang | Pays            | Karatéka                      |
| ---- | --------------- | ----------------------------- |
| 1    | Japon           | Yasumasa Shimizu              |
| 2    | Arabie saoudite | Abdulmotalib Al-Bargawi       |
| 3    | Iran            | Vahid Khajeh Hosseini         |
| 3    | Malaisie        | Mohamed Fairuz Mohamed Fajeer |

#### Kumiteféminin
| Rang | Pays           | Karatéka          |
| ---- | -------------- | ----------------- |
| 1    | Japon          | Hiromi Hasama     |
| 2    | Viêt Nam       | Hong Ha Pham      |
| 3    | Taipei chinois | Ya Chen Liu       |
| 3    | Indonésie      | Nurosi Nuras Jati |

| Rang | Pays           | Karatéka           |
| ---- | -------------- | ------------------ |
| 1    | Japon          | Hisako Yoshimi     |
| 2    | Taipei chinois | Su Chen Chen       |
| 3    | Indonésie      | Nilawati Daud      |
| 3    | Brunei         | Dk Marliza Pg Omar |

| Rang | Pays      | Karatéka             |
| ---- | --------- | -------------------- |
| 1    | Japon     | Hiromi Hirose        |
| 2    | Indonésie | Meity Johana Kaseger |
| 3    | Brunei    | Meghan Loo           |
| 3    | Népal     | Sita Kumari Rai      |